# John Paul Jones Arena
John Paul Jones Arena (często skracana do JPJ) - arena położona w kampusie University of Virginia w Charlottesville. Jej pojemność wynosi 14 593 miejsc i jest niemal dwukrotnie większa od pierwotnego budynku, University Hall. Arena otoczona jest pergolami, podobnie jak budynki UV i okolic zaprojektowane przez Thomasa Jeffersona. Koszt budowy JPJ wyniósł ok. 131 milionów dolarów.

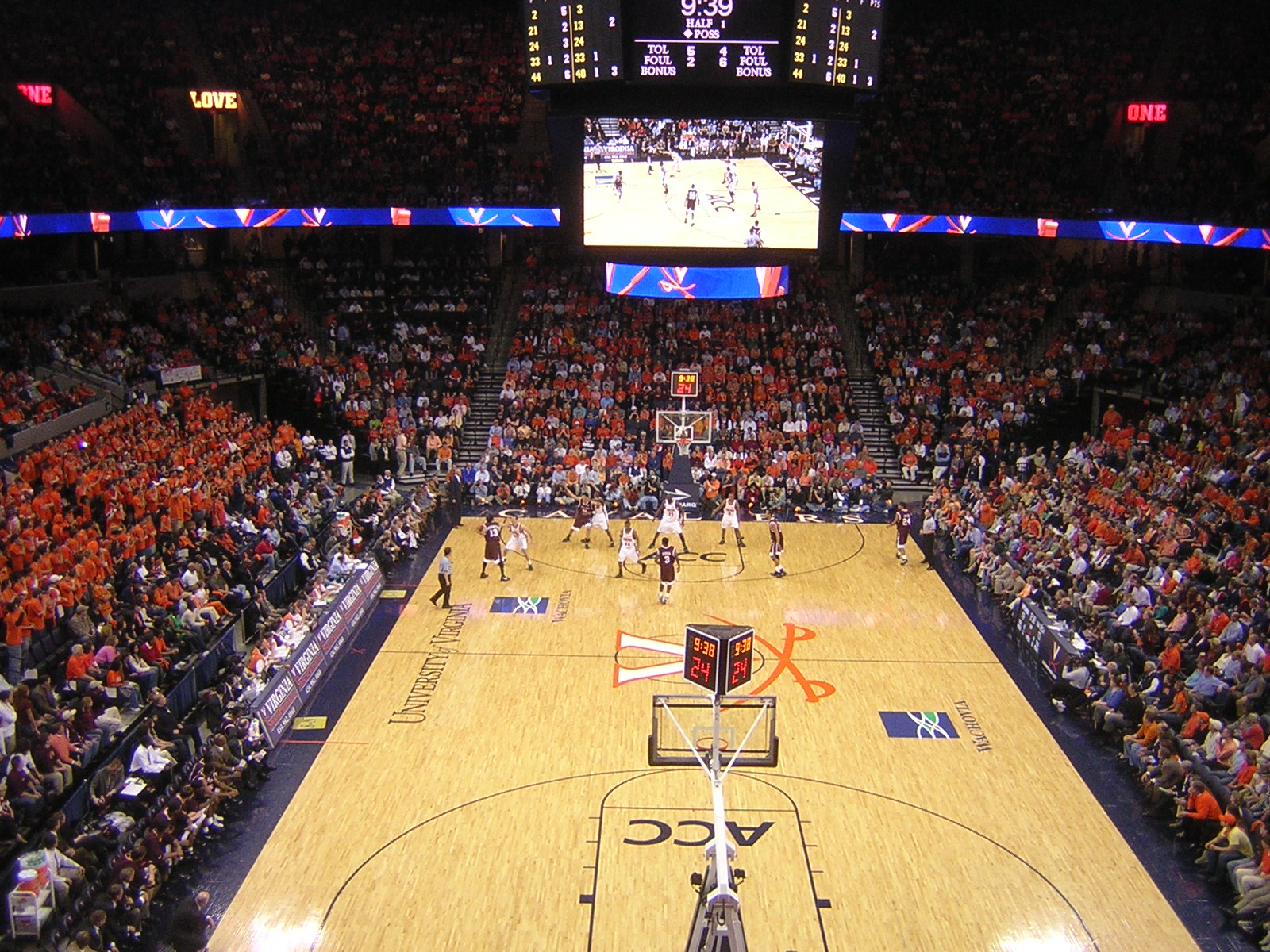
Wnętrze areny podczas meczu koszykarskiego

Arena została nazwana na cześć Paula Tudora Jonesa II, który dofinansował jej budowę o 35 milionów dolarów. Wcześniej ukończył ekonomię na University of Virginia, a jego ojciec John Paul "Jack" Jones w 1948 prawo na tej samej uczelni.
W arenie odbywają się nie tylko mecze koszykówki, ale wiele koncertów i innych wydarzeń. W 2006 roku w JPJ wystąpili m.in.: Dave Matthews Band, James Taylor, Brad Paisley, Eric Clapton, The Dead, Larry the Cable Guy, The Wiggles, a także miały w niej miejsce Disney on Ice i WWE Monday Night Raw. Z kolei w 2007 roku koncertowali tu Red Hot Chili Peppers, Gnarls Barkley, Blue Man Group, Rascal Flatts, Billy Joel, Justin Timberlake, Maroon 5, The Police, High School Musical oraz Rod Stewart. 30 kwietnia 2008 roku, w trakcie trasy koncertowej Magic Tour, wystąpił Bruce Springsteen & the E Street Band, 21 maja 2008 roku Eagles, a 17 października 2009 roku Metallica.
Pierwszym wydarzeniem, które miało miejsce w arenie był Cirque du Soleil's Delirium 1 sierpnia 2006 roku. Jednak oficjalne otwarcie stanowiły dwa koncerty Dave Matthews Band 22-23 września 2006 roku. "Dzień otwarty" dla lokalnej społeczności nastąpił 22 lipca 2006 roku.
W lutym 2007 roku JPJ została wybrana najlepszym nowym obiektem koncertowym przez Pollstar.